# 咳嗽
咳嗽是一種常见的呼吸道反射性防御动作，当炎症、異物、物理或化學性刺激氣管、支氣管黏膜或胸膜時，聲門關閉，呼吸肌收縮，肺內壓升高，然後聲門張開，肺內空氣噴射而出，通常伴隨著聲音。咳嗽具有清除呼吸道異物和分泌物的保護性作用。

## 分类
咳嗽按所受刺激与否可分为自主性咳嗽和非自主性咳嗽。自主性咳嗽即故意咳嗽，是指在没有外界刺激的情况下主观控制所发出的咳嗽。不自主咳嗽则指不受意识控制的咳嗽反射。
咳嗽按病程可分为急性咳嗽（病程≤3周）、亚急性咳嗽（病程3-8周）和慢性咳嗽（>8周）。通常可依据咳嗽的病程长短初步推断病因：急性咳嗽多由感冒、急性支气管炎等呼吸道感染引起，亦见于哮喘、慢阻肺和支气管扩张症等原有慢性气道疾病的急性加重、环境因素或职业暴露（如金属烟热）；亚急性咳嗽最常见为感染后咳嗽，即感冒症状消退后咳嗽依然迁延不愈；超过8周的慢性咳嗽，其病因则较为复杂，常见于上气道咳嗽综合征、咳嗽变异性哮喘及胃食管反流等情况，同时也有肺癌、结核等严重疾病的可能。

### 慢性咳嗽
以咳嗽为唯一或主要症状、咳嗽时间大于8周，胸部X线检查基本正常者定义为慢性咳嗽。

## 流行病学
咳嗽是门诊中病人中最常见的症状。

## 缓解
- 做下面的一系列動作，咳嗽可能會停止，但是假如你在做的過程中感覺不舒服，不要繼續[9]。
  1. 坐在一張椅子上。
  2. 當你在咳嗽時咳嗽暫停了一會，慢慢呼氣並使你的頭降落至膝蓋上，这樣你的肺里面的空氣會出来。
  3. 止住3到5秒的呼吸。
  4. 慢慢的呼吸（越慢越好），再慢慢抬起頭來。
  5. 坐直並開始正常的呼吸。

盡量少進食牛奶以及黄油、奶酪、酸奶、奶油等乳製品，這樣咳嗽症状會逐漸減輕。

## 外部連結
- 咳嗽（页面存档备份，存于） 中藥方劑圖像數據庫 (香港浸會大學中醫藥學院) （中文）（英文）